# Liste öffentlicher Kneipp-Anlagen im Neckar-Odenwald-Kreis
In der Liste öffentlicher Kneipp-Anlagen im Neckar-Odenwald-Kreis sind öffentliche Kneipp-Anlagen für Orte, die zum Neckar-Odenwald-Kreis in Baden-Württemberg gehören, aufgeführt. Sie ist primär nach Orten sortiert, unabhängig davon, ob es sich um Ortsteile, Gemeinden oder Städte handelt. Kneipp-Anlagen können laut Kneipp-Bund in Form von Wassertretanlagen oder Armbecken vorliegen und unterliegen grundsätzlich nicht der Trinkwasserverordnung. Kneipp-Anlagen werden häufig künstlich angelegt. Daneben gibt es in den natürlichen Verlauf von Fließgewässern eingebettete Wassertretstellen. Kneippen ist eine Behandlungsmethode der Hydrotherapie, die auf der Grundlage von Sebastian Kneipp angewendet wird. Hierbei wird in kaltem Wasser auf der Stelle geschritten. In Armbecken werden die Arme bis zur Mitte der Oberarme ins kalte Wasser getaucht. Die Liste erhebt keinen Anspruch auf Vollständigkeit.

## Kneipp-Anlagen im Neckar-Odenwald-Kreis
Derzeit sind im Neckar-Odenwald-Kreis zwölf öffentliche Kneipp-Anlagen erfasst (Stand: 7. August 2023):
| Bild | Ort             | Beschreibung                                                         | ↴ Zufluss / ↳ Abfluss                        | Standort                        |
| --- | --------------- | -------------------------------------------------------------------- | -------------------------------------------- | ------------------------------- |
| | Buchen          | Kneipp-Anlage in Buchen auf dem Gelände der alla Hopp! Anlage        | ↴↳ Morre                                     | ⊙ auf der alla Hopp! Anlage     |
| | Dallau          | Kneipp-Anlage bei Elztal-Dallau an der Herrlich-Hütte                | ↴↳ Trienzbach                                | ⊙ an der Herrlich-Hütte         |
| | Fahrenbach      | Kneipp-Anlage in Fahrenbach an der Wilhelmshöhe                      |                                              | ⊙ Adolf-Weber-Straße            |
| | Götzingen       | Kneipp-Anlage am Nächstweiher                                        | ↴ (vmtl. Karstquelle) ↳ Rinschbach → Seckach | ⊙ am nördlichen Ortseingang     |
| | Hettigenbeuern  | Kneipp-Anlage im Kurpark Hettigenbeuern am Götzenturm                | ↴↳ Morre                                     | ⊙ Kurpark                       |
| | Höpfingen       | Kneipp-Anlage an der Glashofer Straße in Höpfingen.                  | ↴↳ Waldsbach                                 | ⊙ Glashofer Straße              |
| Bild gesucht Die Wikipedia wünscht sich an dieser Stelle ein Bild vom Ort mit diesen Koordinaten 49.3591 9.14721 . Motiv: Kneipp-Anlage Mosbach Falls du dabei helfen möchtest, erklärt die Anleitung , wie das geht. BW          | Mosbach         | Kneipp-Anlage in Mosbach im Kleinen Elzpark                          | ↴↳ Elz                                       | ⊙ im kleinen Elzpark            |
| (weitere Bilder) | Mudau           | Kneipp-Anlage am Mudbach in Mudau                                    | ↳ Mudbach                                    | ⊙ Wellerpfad                    |
| (weitere Bilder) | Mülben          | Kneipp-Anlage in Mülben                                              | ↴↳ Höllbach                                  | ⊙ Odenwaldstraße                |
| | Reinhardsachsen | Kneipp-Anlage in Reinhardsachsen (Walldürn) beim ehemaligen Rathaus. |                                              | ⊙ Haselburgstraße               |
| | Schollbrunn     | Kneipp-Anlage Schollbrunn                                            |                                              | ⊙ Spielplatz und Freizeitanlage |
| Bild gesucht Die Wikipedia wünscht sich an dieser Stelle ein Bild vom Ort mit diesen Koordinaten 49.38513 8.96135 . Motiv: Kneipp-Anlage Unterschwarzach Falls du dabei helfen möchtest, erklärt die Anleitung , wie das geht. BW | Unterschwarzach | Grillplatz mit Kneipp-Anlage bei Unterschwarzach                     | ↴↳ Forellenbach                              | ⊙ Schönbrunner Weg              |

## Ehemalige Kneipp-Anlagen
| Bild | Ort      | Beschreibung                                                           | ↴ Zufluss / ↳ Abfluss | Standort                         |
| ---- | -------- | ---------------------------------------------------------------------- | --------------------- | -------------------------------- |
|      | Walldürn | Kneippanlage im Naherholungsgebiet Marsbachtal nahe der Beuchertsmühle | ↴↳ Marsbach           | ⊙ Naherholungsgebiet Marsbachtal |